# لندست ۷
لندست ۷ (انگلیسی: Landsat 7) هفتمین ماهواره از سری ماهواره‌های لندست است که در ۱۵ آوریل ۱۹۹۹ به فضا پرتاب شد. مأموریت اصلی لندست تهیه و به‌روزرسانی تصاویر ماهواره‌ای کره زمین و تهیه تصاویر جدید و فاقد پوشش ابر از سطح زمین بود. مدیریت پروژه لندست، جمع‌آوری تصاویر تهیه شده توسط لندست ۷ و انتشار آن‌ها توسط سازمان زمین‌شناسی آمریکا صورت می‌گیرد. پروژه ناسا ورلد ویند امکان تهیه تصاویر سه‌بعدی ار لندست ۷ و سایر منابع اطلاعاتی جهت ناوبری آزاد و رایگان و دیدن زمین از زوایای گوناگون را فراهم می‌سازد. ماهواره لندست ۷ توسط شرکت لاکهید مارتین ساخته شده است.

## مشخصات ماهواره
لندست ۷ در ابتدا برای فعالیت پنج ساله طراحی شده بود و امکان تهیه و ارسال تا ۵۳۲ تصویر در روز را داراست. مدار این ماهواره قطبی و خورشیدآهنگ است، بدین معنی که می‌تواند تمام سطح زمین را اسکن نماید که این کار با ارتفاع ۷۰۵ کیلومتری آن ۱۶ روز به طول می‌انجامد. وزن ماهواره ۱۹۷۳ کیلوگرم، طول آن ۴٫۰۴ متر، قطر آن ۲٫۴۷ متر و ظرفیت حافظه آن ۳۷۸ گیگابایت (حدود ۱۰۰ تصویر) است. ابزار اصلی لندست ۷ سنجنده +ETM است.

## ویژگی‌های اصلی
- باند پانکروماتیک با تفکیک‌پذیری مکانی ۱۵ متر (باند ۸)
- باندهای طیف مرئی آبی، سبز، قرمز، مادون قرمز نزدیک و مادون قرمز میانی با تفکیک‌پذیری مکانی ۳۰ متر (باندهای ۱، ۵ و ۷)
- باند فروسرخ حرارتی تفکیک‌پذیری مکانی ۶۰ متر (باند ۶)